# 田子 (南投縣名間鄉)
田子，原寫為田仔，是臺灣南投縣名間鄉的一個傳統地域名稱，位於該鄉中北部。相較於今日行政區，其範圍大致與田仔村相近。

## 歷史
台灣清治末期至日治初期，田子地區為一街庄，稱為「田仔庄」，隸屬於南投堡。該庄西邊北段及北邊與大庄為鄰，東邊與新街為鄰，南邊為下新厝庄、赤水庄，西邊南段為皮仔藔庄。
1901年（日治明治三十四年）11月，全台廢縣廳改設二十廳，該庄隸屬於南投廳。1903年（明治三十六年）6月，該庄編入「皮仔寮區」，隸屬於南投廳。1909年（明治四十二年）10月，合併二十廳為十二廳，皮仔寮區仍隸屬於南投廳。1920年（大正九年），全台地方制度大改正，廢十二廳改設五州二廳，該庄改制並雅化為「田子」大字，隸屬於臺中州南投郡名間庄。
戰後名間庄改制為名間鄉，隸屬於臺中縣，大字亦改制為村。1950年10月，中、彰、投分治，名間鄉改隸屬南投縣。

## 聚落
本地區發展較早的聚落為田仔、中藔仔、九曾林（九層林）等，在日治期初期的官方地圖上已有記載。此外，本地區尚有蓮蕉、觀田仔、田仔大坑等聚落。

## 交通
國道3號又稱「福爾摩沙高速公路」，是貫穿台灣西部的兩條縱向高速公路之一，大致以北北東—南南西走向經過田子地區東部邊界外不遠處，並於本地區東南側設有名間交流道，可連接省道台3線。由此可快速前往台灣南北各地，或於北側的中興系統交流道轉省道台76線以前往彰化平原。
省道台3線（彰南路）俗稱「內山公路」，是臺北至屏東的平面幹道，大致以北北西—南南東走向轉縱向再轉北北東—南南西走向再轉北微西—南微東走經過由本地區東部邊界外不遠處，且比國道3號距離更近。由該道路向北北西可前往南投、草屯、霧峰、大里等地；向南微東可前往名間市區、竹山、林內、斗六等地。
鄉道投24線（新大巷）是大庄至新街的道路，大致以西向東轉西南西—東北東走向經過本地區北部邊界線，並與鄉道投29線交會與本地區北部邊界最東端。由該道路向西轉西南西可前往大庄並止於縣道150號路口；向東北東可前往新街北部並止於省道台3線路口。
鄉道投28線（新大巷、田仔巷）是大庄至田豐橋的道路，其東南側端點位於本地區東南部的鄉道投31線路口。由此向北北西繞彎道轉西南西蜿蜒而行，至田仔聚落繞彎道轉北微西再轉西北，經鄉道投29線路口後繞彎道轉西南西再轉西北西，經一段本地區西北部邊界線後出境，可前往大庄並止於鄉道投24線路口。
鄉道投29線（蓮蕉巷、九層林巷、仁和巷、大坑墘巷）是茄苳腳至赤水的道路，大致以北微西—南微東走向由本地區北部凸出部分東北角與鄉道投24線相交並入境後，沿本地區北部凸出部分東側邊界蜿蜒而行，其後順路轉西微南入境後，於田豐國小北側轉西南，經鄉道投28線路口後轉西南西蜿蜒而行，至本地區西部邊界凹入部分的鄉道投30線路口轉南南東與其沿邊界共線一小段路，至大坑墘巷路口轉西南沿邊界線獨行，其後順邊界線轉西北西，轉南南西再度入境後再轉西南蜿蜒而行，經田仔大坑聚落至本地區西南部邊界線，轉西北西沿邊界行一小段路後轉南出境。由該道路向北微西可前往新街與大庄交界地帶、茄苳腳南側並止於縣道150號路口；向南轉西南西可前往皮子寮東南端、赤水並止於鄉道投36線路口。
鄉道投30線（大厦巷）是橫山至虎山坑的道路，大致以西北—東南走向到達本地區西部邊界後，沿邊界行一段路，經鄉道投29線左側路口轉南南東，再經投29線右側路口後入境，其後轉東南蜿蜒而行以至出境。由該道路向西北可前往大庄、大庄與廍下交界地帶、大庄與西施厝坪交界地帶、茄苳腳西南端、茄苳腳與西施厝坪交界地帶、西施厝坪與東施厝坪交界地帶並止於縣道139乙線路口；向東南轉東可前往下新厝並止於省道台3線路口。
鄉道投31線是客莊至松柏嶺的道路，大致以東北—西南走向蜿蜒經過本地區東南端，其間並經過鄉道投28線終點路口。由該道路向東北可前往新街中部偏南的省道台3線路口；向西南可前往下新厝、頂新厝、松柏坑並止於縣道139乙線路口。

## 學校
- 田豐國小